# Méthode électro-acoustique pulsée
 (mars 2024).

Principe de la méthode PEA pour spécimen plats.

La méthode électro-acoustique pulsée (en: pulsed electroacoustic method , PEA)  est une technique non-destructive de mesure de la charge d'espace dans les matériaux isolants polymériques. Cette technique fournit des informations sur la distribution et de l'accumulation de la charge d'espace ainsi que de son comportement général dans le matériau. Elle fait partie des méthodes acoustiques de caractérisation de charge d'espace avec résolution spatiale.
Le principe de mesure consiste à détecter des ondes acoustiques générées par le mouvement des charges d'espaces lorsqu'elles sont soumises à une impulsion de tension.
Née dans les années 1980 d'une collaboration entre Takada Maeno et C. M. Cook, la PEA est l'une des techniques les plus utilisée pour évaluer les matériaux polymériques pour des applications d'isolation dans les câbles électriques à haute tension en courant continu (CC) dans l'industrie et la recherche académique. Les mesures peuvent être réalisé soit en courant continu, soit en courant alternatif et sur différents supports comme des films d'échantillon, des câbles coaxiaux.

## Développement
Takada Maeno et C. M. Cook propose la PEA dans les années 1980. Initialement, la méthode PEA pouvait indiquer la distribution de la charge d'espace dans les matériaux uniquement de manière indirecte. Le signal brute devant être traité par méthode de déconvolution afin d'obtenir le profil de charge. En 1994, Ying Li, M. Yasuda et T. Takada propose une méthode produisant un signal de sortie linéairement proportionne à la distribution de la charge d'espace. La méthode PEA peut ainsi être utilisée pour mesurer la distribution de la charge d'espace avec ou sans contrainte électrique continue, dans les plaques diélectriques indépendantes mais également dans les cables co-axiaux.

## Principe de la mesure
Considérons un échantillon plan d'épaisseur d, avec une couche de charge q1. Par influence, cette couche de charge induit des charges images q2 et q3 aux électrodes. L'application d'un potentiel pulsé externe up(t) produit un stress électrique ep(t) qui par effet Coulombien en accord avec la loi de Lorentz introduit un déplacement transitoire des charges autour de leur position d'abscisse x. Le déplacement des charges entraîne des ondes de pression élémentaire dont l'amplitude est proportionnelle à la densité locale des charges se propageant à la vitesse du son dans l'échantillon. Un capteur piézo-électrique délivre une tension vs(t) caractéristique des variations de pressions,.
La méthode consiste à réaliser deux procédures distinctes : 
- Procédure de référence : elle donne une information quantitative sur a calibration et qualitative sur la distribution spectrale. Elle intègre la réponse du capteur piézoélectrique combinée au circuit d’amplification. L'obtention de ce signal se fait sur un échantillon dépourvu de charges et soumis à une tension continue U et est produit par les charges capacitives situées sur l'électrode adjacente au capteur[4],[5].
- Procédure de mesure : l'échantillon est soumis à un stress électrique selon un protocole défini, permettant d'extraire les données relatives au déplacement des charges sous différentes contraintes (électrique, thermique ou la combinaison des deux phénomènes)[4],[5].

## Constitution d'un banc de mesure
Une cellule PEA est généralement constituée de : 
- Générateur d'impulsion
- Générateur de tension stabilisé
- Capteur piézoélectrique
- Deux électrodes de polarisation : une électrode mobile et une électrode fixe adjacente au capteur piézoélectrique
- Un amplificateur électronique

## Résultats
Un traitement du signal adéquat basé sur les équations de physique[Lesquelles ?] et du signal de référence permet de calculer la distribution de charge dans l'échantillon des mesures de la deuxième procédure.